# Чжан Ли
Чжан Ли (кит. трад. 張麗, упр. 张丽, пиньинь Zhāng Lì; род. 4 октября 1976, Пекин) — китайская гандболистка, полевой игрок. Участница летних Олимпийских игр 1996 и 2004 годов.

## Биография
Чжан Ли родилась 4 октября 1976 года в китайском городе Пекин.
Играла в гандбол за Пекин.
В 1996 году вошла в состав женской сборной Китая по гандболу на летних Олимпийских играх в Атланте, занявшей 5-е место. Играла в поле, провела 4 матча, забросила 9 мячей (четыре в ворота сборной Германии, по два — Венгрии и США, один — Дании).
В 2004 году вошла в состав женской сборной Китая по гандболу на летних Олимпийских играх в Афинах, занявшей 8-е место. Играла в поле, провела 6 матчей, забросила 10 мячей (шесть в ворота сборной Бразилии, по два — Украине и Дании).